# الرحبه (البيضاء)
الرحبه هي إحدى قرى الجمهورية اليمنية. وهي تتبع جغرافيًا لمحافظة البيضاء. وإداريًا لمديرية البيضاء. يبلغ تعداد سكانها 933 نسمة حسب الإحصاء الذي جرى عام 2004.